# Kalevantie (Tampere)
Pour les articles homonymes, voir Kalevantie.
La route de Kaleva (en finnois : Kalevantie) est une rue très fréquentée de Tampere en Finlande.
C'est l'une des voies d'accès au centre-ville et une importante voie de transport public,.

## Présentation
La longueur de la rue est d'environ trois kilomètres. 
Son extrémité ouest est située au centre-ville près du pont Sorinsilta.
De là, la rue part en direction de l'Est vers Kalevankangas, Messukylä et Kangasala.
Les quartiers de Tulli, Liisankallio et Kalevanrinne bordent Kalevantie au nord , et les quartiers de Kalevanharju et Järvensivu au sud. 
L'extrémité orientale de la rue se trouve dans la région de Vuohenoja à l'intersection de la route Iidesranta et de Messukyläntie,,,.

## Lieux et monuments le long de Kalevantie
| # | Bâtiment                                          | Image | const.    | Architecte                            | Réf.  |
|   | Église orthodoxe                                  |       | 1899      | T. U. Jazukov                         |       |
| 2 | Technopolis Yliopistonrinne                       |       | 2016      | Matti Mastosalo Nina Timonen          | [ 6 ] |
| 5 | Linna                                             |       | 2006      | Erkki Helamaa Keijo Heiskanen         | [ 8 ] |
|   | Bâtiments Pinni A et B de l'Université de Tampere |       | 1993 2003 | Antti Katajamäki                      | [ 9 ] |
| 4 | Bâtiment principal de l'Université de Tampere     |       | 1960      | Toivo Korhonen                        |       |
|   | Maison Tampere                                    |       | 1990      | Sakari Aartelo Esa Piironen           |       |
|   | Maison de la petite industrie                     |       | 1956      | Erkki Artturi Liuha                   |       |
|   | Chapelle du Cimetière de Kalevankangas            |       | 1912      | Wäinö Gustaf Palmqvist Einar Sjöström |       |